# Euphorbia rubriseminalis
Euphorbia rubriseminalis är en törelväxtart som beskrevs av Susan Carter och Loutfy Boulos. Euphorbia rubriseminalis ingår i släktet törlar, och familjen törelväxter. Inga underarter finns listade i Catalogue of Life.